# WTA Challenger de Liampó
O WTA Challenger de Liampó – ou Yinzhou Bank Cup International Women's Tennis Open, na última edição – foi um torneio de tênis profissional feminino, de nível WTA 125K.
Realizado em Liampó, no leste da China, estreou em 2013 e durou dois anos. Os jogos eram disputados em quadras de duras entre os meses de outubro e novembro.

## Finais

### Simples
| Ano  | Campeã            | Vice-campeã | Resultado      |
| ---- | ----------------- | ----------- | -------------- |
| 2014 | Magda Linette     | Wang Qiang  | 3–6, 7–5, 6–1  |
| 2013 | Bojana Jovanovski | Zhang Shuai | 76–7, 6–4, 6–1 |

### Duplas
| Ano  | Campeãs                      | Vice-campeãs                        | Resultado         |
| ---- | ---------------------------- | ----------------------------------- | ----------------- |
| 2014 | Arina Rodionova Olga Savchuk | Han Xinyun Zhang Kailin             | 4–6, 7–62, [10–6] |
| 2013 | Chan Yung-jan Zhang Shuai    | Irina Buryachok Oksana Kalashnikova | 6–2, 6–1          |